# Short Cuts
Pour plus de détails, voir Fiche technique et Distribution.
Short Cuts, ou Les chassés-croisés au Québec, est un film choral américain réalisé par Robert Altman, sorti en 1993.
Il est inspiré de plusieurs livres, de Raymond Carver. Un livre dérivé du film est sorti la même année : Short Cuts: Selected Stories, 1993, puis en France l'année suivante (1994) sous le titre Neuf histoires et un poème.
Il raconte les histoires de vingt-deux personnages principaux, en parallèle.
Il a obtenu le Lion d'or, lors de la 50e Mostra de Venise.

## Synopsis
Los Angeles, dans les années 1990 : les destins de personnages aux prises avec les drames, les émotions, les plaisirs, les surprises et les hasards de la vie.
Le film commence avec une flotte d'hélicoptères qui pulvérisent un insecticide sur la ville. Parallèlement, les différents personnages sont présentés en montage alterné.
Le docteur Ralph Wyman et sa femme, Marian, rencontrent Stuart Kane, vendeur au chômage, et sa femme Claire, clown, à un concert de la violoncelliste Zoe Trainer. Ils décident sur un malentendu d'organiser une fête le dimanche prochain. La sœur de Marian, Sherri, est mariée à un policier, Gene, qui la trompe avec Betty Weathers, en cours de divorce avec un des conducteurs d'hélicoptère, Stormy.
Doreen Piggot est serveuse dans un restaurant ; elle est mariée à un chauffeur de taxi alcoolique, Earl. Le présentateur de télévision, Howard Finnegan vit avec sa femme Ann et leur fils Casey à côté de la violoncelliste Zoé et de sa mère, Tess, chanteuse de cabaret. Jerry Kaiser, nettoyeur de la piscine de Mike et Ann, est marié avec Lois, opératrice de sexe téléphonique à domicile. Ils sont amis avec Honey, la fille de Doreen, et son mari Bil, maquilleur pour le cinéma.
En se rendant à l'école, Casey, le fils de Howard et Ann est renversé par une voiture conduite par Doreen. Il semble n'avoir rien ; il rentre chez lui, où il s'endort. Ses parents l'accompagnent à l'hôpital où il reste dans le coma. Le père de Ralph vient rendre visite. Casey finit par mourir.
Doreen, revenue chez elle, se dispute avec Earl qui s'en va.
Gene, le policier, décide d'abandonner le chien de la maison. Il arrête Claire, la femme-clown, et obtient son numéro de téléphone. De retour chez lui, il affronte la détresse de ses enfants.
Stormy vient chercher son fils chez Betty et apporte un gâteau d'anniversaire pour sa femme, mais comprenant qu'elle a rendez-vous il part en laissant son fils. Betty est obligée d'aller à son rendez-vous avec Gene accompagnée de son fils. Elle retrouve Gene dans un restaurant, mais elle part avec un autre.
Stuart Kane va pêcher avec deux amis. Ils découvrent le corps d'une femme noyée dans la rivière. Ils décident de continuer à pêcher. Rentré chez lui, Stuart raconte l'histoire à sa femme.
Sherri parle régulièrement au téléphone avec sa soeur, Marian. Elle pose nue pour sa sœur et le raconte à son mari, Gene, pour le rendre jaloux. Gene se réconcilie avec sa femme et rapporte un chien, qu'il confisque à des enfants.
Earl passe plusieurs soirée dans un club où chante Tess. Jerry, Lois, Honey et Bill se rendent dans ce club et croisent Earl. Earl revient chez lui, puis au bar où travaille sa femme. Ils se réconcilient.
Stormy profite que Betty n'est pas chez elle pour détruire toutes ses affaires.
Zoé, la violoncelle, a un rapport difficile avec sa mère. Elle essaie à plusieurs reprises de se suicider. Quand elle apprend la mort de Casey, elle cherche à en parler à sa mère, qui est indifférente. Elle rentre chez elle et se suicide en laissant tourner le moteur de sa voiture, pendant qu'elle joue du violoncelle. Quand sa mère rentre, elle la trouve évanouie.
Stuart et Sarah se rendent chez le docteur Wyman et sa femme Marian pour le barbecue.
Bill maquille sa femme Honey, comme s'il l'avait battue.
Ann Finnegan se souvient du gâteau qu'elle avait commandé et comprend que c'est le boulanger qui les a harcelés au téléphone. Son mari et elle se rendent chez le boulanger avec qui ils ont une explication. Il les console en leur faisant manger un gâteau.
Betty rentre chez elle et découvre son appartement dévasté par Stormy.
Honey, Bill, Lois et Jerry font un pique-nique. Bill et Jerry suivent deux jeunes filles. Jerry, plein de désir et de frustration, en tue une.
A la fin du film, un tremblement de terre secoue Los Angeles, rassemblant toutes les intrigues.

## Fiche technique
- Titre original : Short Cuts
- Titre québécois : Les chassés-croisés
- Réalisation : Robert Altman
- Scénario : Robert Altman, Frank Barhydt d'après Raymond Carver
- Musique : Mark Isham
- Photographie : Walt Lloyd
- Montage : Suzy Elmiger, Geraldine Peroni
- Décors : Stephen Altman
- Costumes : John Hay
- Pays d'origine :  États-Unis
- Langue originale : anglais
- Genre : comédie dramatique
- Durée : 187 minutes
- Dates de sortie :
  - États-Unis : 1er octobre 1993
  - France : 5 janvier 1994

## Distribution
- Andie MacDowell : Ann Finnigan, épouse d'Howard
- Bruce Davison (VF : Jean-Pierre Dorat) : Howard Finnigan, journaliste à la télévision
- Jack Lemmon (VF : Christian Alers) : Paul Finnigan, père de Howard
- Zane Cassidy (VF : Dimitri Rougeul) : Casey Finnigan, fils de Ann et Howard
- Tom Waits (VF : Vania Vilers) : Earl Piggot, chauffeur de taxi,
- Lily Tomlin (VF : Martine Messager) : Doreen Piggot, serveuse dans un restaurant, épouse d'Earl
- Julianne Moore (VF : Diane Valsonne) : Marian Wyman, peintre, sœur de Sherri Shepard
- Matthew Modine (VF : Vincent Ropion) : Dr Ralph Wyman
- Anne Archer (VF : Béatrice Agenin) : Claire Kane, clown, animatrice pour enfants
- Fred Ward (VF : Hervé Jolly) : Stuart Kane, vendeur au chômage
- Jennifer Jason Leigh (VF : Micky Sébastian) : Lois Kaiser, téléphoniste rose à domicile
- Chris Penn : Jerry Kaiser, agent d'entretien des piscines
- Joseph C. Hopkins : Joe Kaiser, fils de Lois et Jerry
- Josette Maccario : Josette Kaiser, fille de Lois et Jerry
- Lili Taylor (VF : Marie Vincent) : Honey Bush, fille de Doreen Piggot et Earl Piggot
- Robert Downey Jr. (VF : Pierre-François Pistorio) : Bill Bush, apprenti maquilleur
- Madeleine Stowe (VF : Anne Canovas) : Sherri Shepard, modèle pour peintre, sœur de Marian Wyman, femme de Gene
- Tim Robbins (VF : José Luccioni) : Gene Shepard, policier, mari de Sherri
- Peter Gallagher (VF : Emmanuel Jacomy) : Stormy Weathers, aviateur, séparé de sa femme Betty, père de Chad
- Frances McDormand (VF : Françoise Dorner) : Betty Weathers, séparée de Stormy, élève leur fils Chad
- Jarrett Lennon : Chad Weathers, fils de Stormy et Betty
- Annie Ross : Tess Trainer, chanteuse de jazz, mère de Zoe
- Lori Singer : Zoe Trainer, violoncelliste, fille de Tess
- Lyle Lovett (VF : Vincent Grass) : Andy Bitkower, pâtissier
- Michael Beach (VF : Pascal Légitimus) : Jim Stone,
- Andi Chapman (VF : Émilie Benoît) : Harriet Stone, confie le soin de ses poissons à Honey et Bill
- Buck Henry (VF : Pierre Hatet) : Gordon Johnson, compagnon de pêche de Stuart
- Darnell Williams (VF : Jacques Martial) : Joe Robbins, l'ex-taulard

## Distinctions
- Mostra de Venise 1993 : Lion d'or, prix d'interprétation pour l'ensemble des acteurs et prix FIPRESCI
- Independent Spirit Award du meilleur film